# Entephria poliotaria
Entephria poliotaria là một loài bướm đêm trong họ Geometridae.